# Noyal-Muzillac
Noyal-Muzillac è un comune francese di 2 454 abitanti situato nel dipartimento del Morbihan nella regione della Bretagna.

## Società

### Evoluzione demografica
Abitanti censiti